# Національний футбольний стадіон (Мальдіви)
Національний футбольний стадіон (мальд. ގަލޮޅު ފުޓްބޯޅަ ދަނޑު), також відомий як Galolhu Rasmee Dhandu Stadium, є багатоцільовим стадіоном у Мале, Мальдіви. Використовується в основному для футбольних матчів ліги Dhivehi, Кубка FAM та міжнародних матчів. Стадіон вміщує близько 12 тисяч глядачів. Стадіон було відремонтовано, щоб оновити певні об’єкти, зокрема медіа-бокс для Кубку виклику АФК 2014, і було перейменовано в Національний футбольний стадіон.